# Landeira (Portugal)
Landeira es una freguesia portuguesa del municipio de Vendas Novas, en el distrito de Évora, Alentejo central, al sur de Portugal.

## Geografía
Landeira se encuentra en una región predominantemente rural, caracterizada por paisajes de dehesas, agricultura extensiva y zonas boscosas. Limita con otras freguesias del municipio y con municipios vecinos como Montemor-o-Novo. Tiene una superficie de 69,64 km². 

## Población
Tiene una población de 767 habitantes (2001) y una densidad poblacional de 11,0 hab/km².

## Economía
La economía local se basa principalmente en la agricultura, la silvicultura y pequeñas explotaciones agropecuarias. En los últimos años, el turismo rural ha comenzado a desarrollarse en la región.